# Pony Express

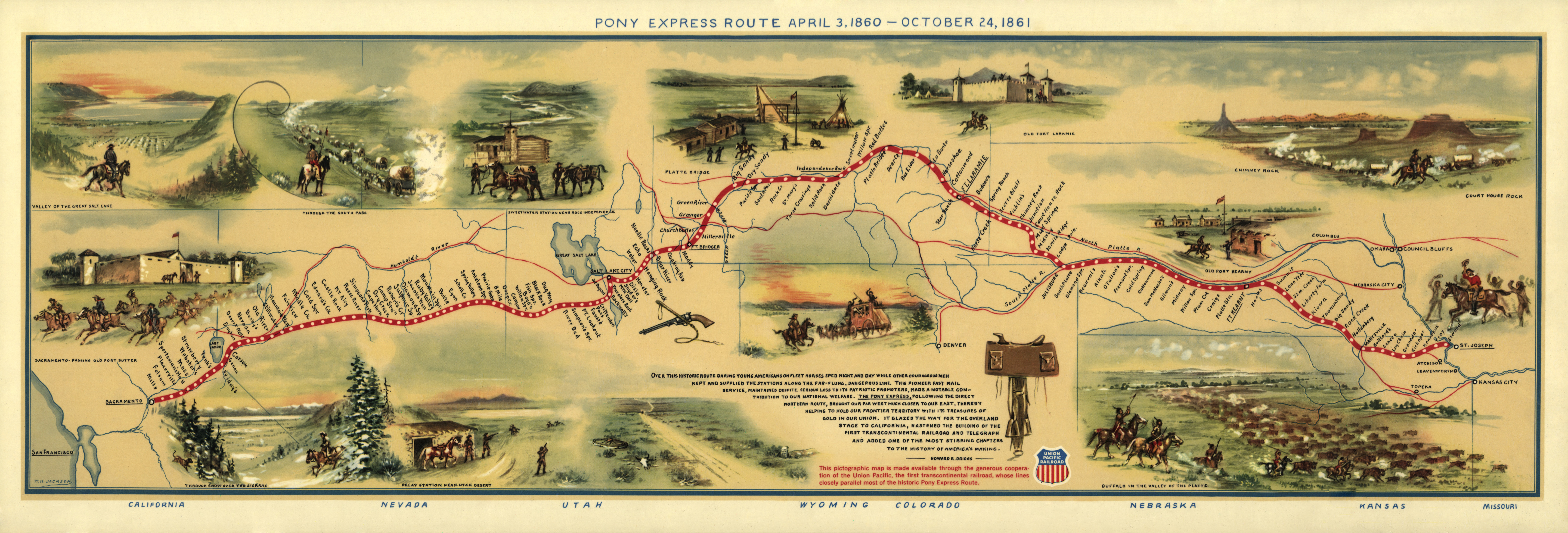
A Pony Expressz útvonala

A Pony Express egy olyan postaszolgálat volt, amely 1860. április 3-tól 1861. október 26-ig működött az Amerikai Egyesült Államokban, Missouri és Kalifornia között, és amely váltott lovasokkal szállított üzeneteket, újságokat és postai küldeményeket.
A Central Overland California and Pikes Peak Express Company által üzemeltetett Pony Express nagy pénzügyi jelentőséggel bírt az Egyesült Államok számára. 18 hónapos működése alatt mintegy 10 napra csökkentette az Atlanti-óceán és a Csendes-óceán partjai közötti üzenetküldés idejét. 1861. október 24-ig, az első transzkontinentális távíró megalkotásáig ez volt a Nyugat legközvetlenebb kelet-nyugati kommunikációs eszköze, és létfontosságú volt az új amerikai Kalifornia állam összekapcsolásában az Egyesült Államok többi részével.
Bár jelentős pénzügyi támogatásban részesült, a Pony Express18 hónap alatt csődbe ment, amikor létrejött a gyorsabb távírószolgáltatás. Mindazonáltal bebizonyította, hogy létre lehet hozni és egész évben működtetni egy egységes transzkontinentális kommunikációs rendszert. Miután a távíró kiszorította, a Pony Express gyorsan a vadnyugati legendárium romantikus képzetekkel övezett részévé vált: ifjú, kitartó lovasaival és gyors lovaival a durva vadnyugati individualizmus szimbólumává vált.

## Működése
1860-ban a Pony Express útvonala mentén a nagyjából 186 állomás működött, egymástól körülbelül 16 kilométeres távolságra. A lovas minden állomáson lovat váltott, és csak a mochilának nevezett postazsákot (a spanyol mochila szóból, ami a tasakot vagy hátizsákot jelenti) vitte magával.
A munkaadók hangsúlyozták a küldemény fontosságát: gyakran mondták, hogy ha úgy adódik, előbb pusztuljon el a ló és lovasa, mint a mochila. A mochilát átdobták a nyergen, és a rajta ülő lovas súlya tartotta a helyén. Mindkét végében volt egy cantina, azaz zseb. A postakötegeket ezekbe a lelakatolt zsebekbe helyezték. A mochilába 9 kilogrammnyi (20 font) posta fért a lovon szállított további 9 kg anyaggal együtt. Végül egy revolver és egy vizes zsák kivételével mindent eltávolítottak, így a ló hátán összesen 165 font (75 kg) lehetett. A lovasok, akik nem nyomhattak többet 125 fontnál (57 kg), körülbelül 120–160 km-enként váltották egymást, és éjjel-nappal lovagoltak. Vészhelyzetben egy adott lovas akár két szakaszt is végiglovagolhatott egymás után, több mint 20 órán keresztül nyeregben maradva.
Hogy a lovasok megpróbálták-e télen átszelni a Sierra Nevadát, nem tudni, de az biztos, hogy átkeltek Nevada állam középső vidékén. 1860-ra a nevadai Carson Cityben már volt egy távíróállomás. A lovasok havi 125 amerikai dolláros fizetést kaptak. Összehasonlításképpen: a szakképzetlen munkások bére abban az időben körülbelül 0,43-1 dollár volt naponta, a valamivel jobban képzettek, például a kőművesek és ácsok bére pedig általában kevesebb mint 2 dollár volt naponta.
Alexander Majors, a Pony Express egyik alapítója több mint 400 lovat szerzett be a projekthez a nyugati területeken, átlagosan 200 dolláros áron. A lovak Ezek átlagosan körülbelül 147 cm magasak és 410 kg súlyúak voltak, így a rájuk használt póni megnevezés, ha szigorúan véve nem is minden esetben pontos, de összességében helytálló.

## Levelek
Mivel a Pony Express postai szolgáltatás csak rövid ideig, 1860-ban és 1861-ben működött, a küldeményeiből kevés maradt fenn. A Pony Express-posták ritkaságához az is hozzájárul, hogy egy 1⁄2 unciás (14 g) levél feladásának költsége kezdetben 5 dollár volt (ami 2020-ban 140 dollárnak felel meg). A Pony Expressz végére az ár fél unciánként egy dollárra csökkent, de még így is drágának számított egy levél feladása. A Pony Express-levelekből mindössze 250 ismert példány maradt fenn.

### Bélyegzők
A Pony Express által szállítandó postai küldeményeket az indulási pontokon különböző bélyegzőkkel látták el. 

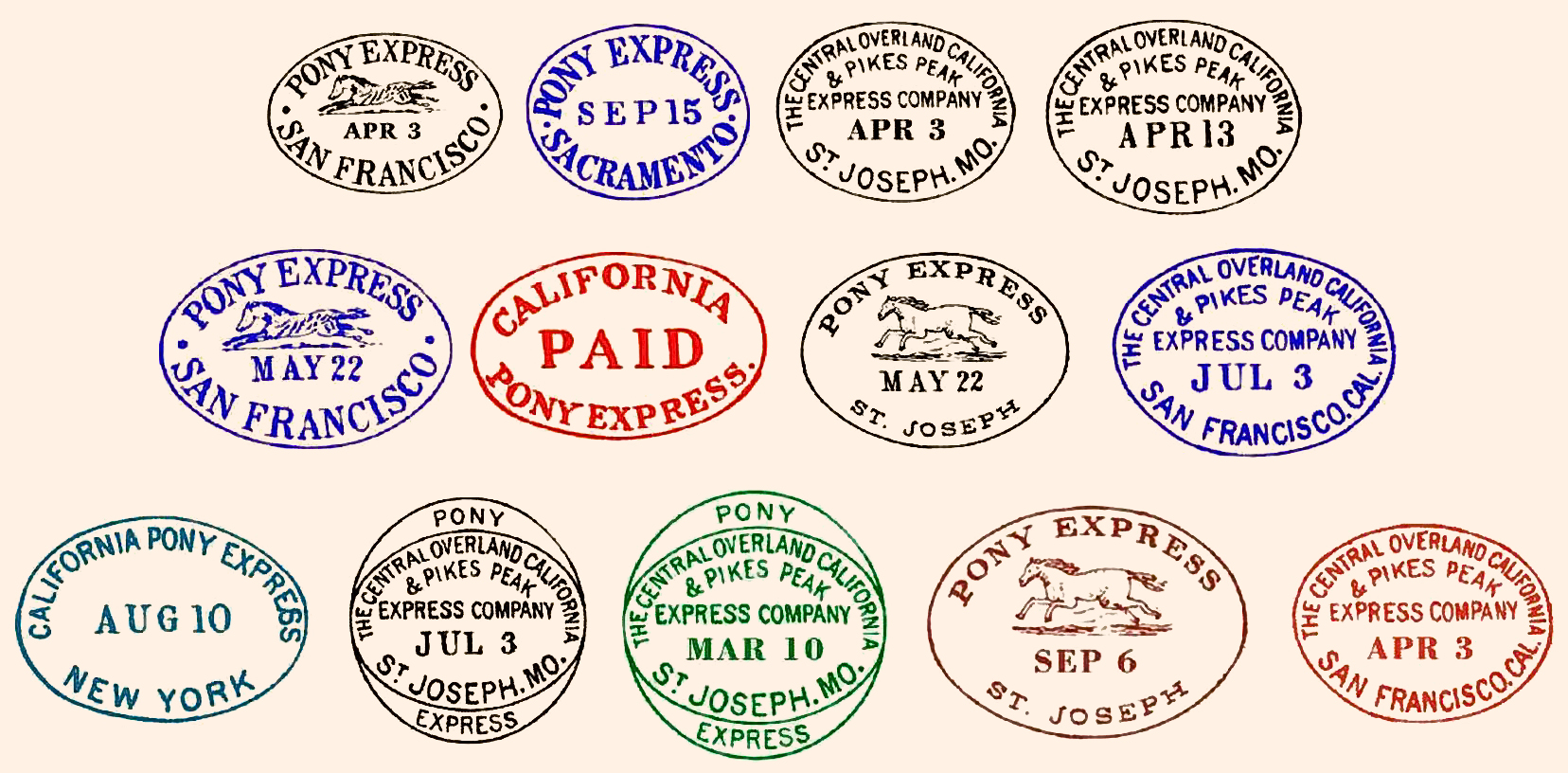
Pony Express bélyegzők

## A leggyorsabb postai szolgáltatás
William Russell, a Russell, Majors és Waddell iroda szenior partnere, egyben a Pony Express egyik legnagyobb befektetője az 1860-as elnökválasztást (Abraham Lincoln elnökválasztását) használta fel arra, hogy népszerűsítse a Pony Express gyorsaságát. Ez azért volt fontos, mert négy évvel korábban, az előző választáson hónapokig tartott, mire James Buchanan győzelmének híre ment. A választás előtt Russell extra lovasokat bérelt fel, hogy friss lovasok és váltólovak álljanak rendelkezésre az útvonalon. 1860. november 7-én a Pony Express egyik lovasa elindult a Nebraska Territóriumban lévő Fort Kearnyből, a keleti távíróvonal végállomásáról a választási eredményekkel a Nevada Territóriumban lévő Fort Churchillbe, a nyugati távíróvonal végállomására. Nekik köszönhetően a kaliforniai újságok 7 nappal és 17 órával a keleti parti lapok után kaptak hírt Lincoln megválasztásáról, ami akkoriban páratlan teljesítménynek számított.

## Híres lovasok

### William Cody

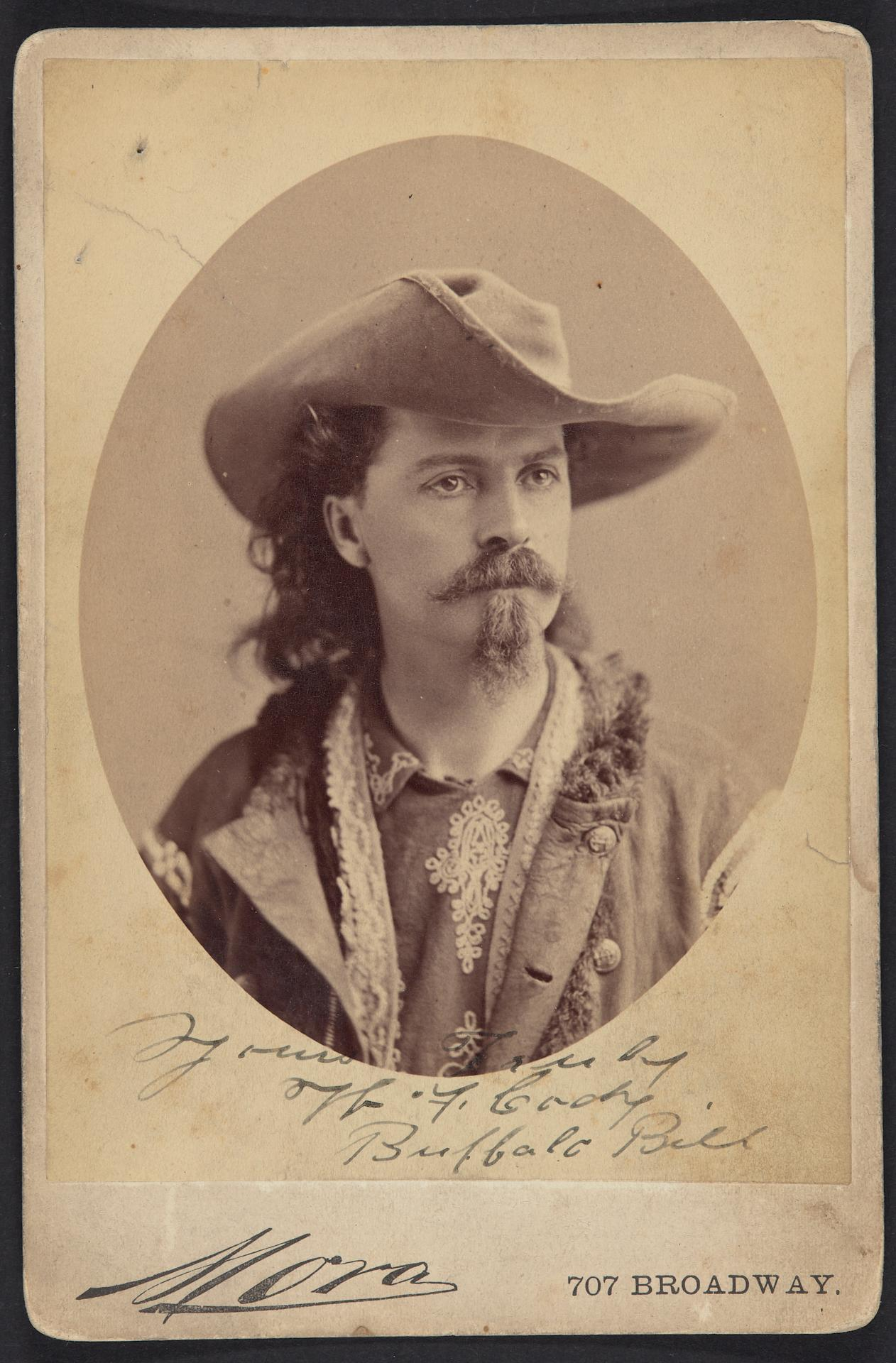
William "Buffalo Bill" Cody

William Cody (ismertebb nevén Buffalo Bill) valószínűleg minden más Pony Express-lovasnál jobban megtestesíti a Pony Express legendáját és folklórját. A fiatal Cody Pony Express-lovasként átélt kalandjairól számos történet kering, bár a beszámolók lehetnek kitalációk vagy túlzások. 15 évesen Cody nyugatra, Kaliforniába tartott, amikor útközben találkozott a Pony Express ügynökeivel, és szerződött a társasághoz. Cody több postaállomás megépítésében is segédkezett. Ezt követően lovasként alkalmazták, és egy rövid, 45 mérföldes (72 km) útvonalat kapott a nyugatra fekvő Julesburg településről. Néhány hónap múlva áthelyezték a wyomingi Slade hadosztályhoz, ahol állítólag ő tette meg a leghosszabb megállás nélküli utat Red Buttes állomásról Rocky Ridge állomásra és vissza, amikor megtudta, hogy helyettesítő lovasát megölték. Ezt a 322 mérföldes (518 km) utat 21 óra 40 perc alatt tette meg, és 21 lóra volt szüksége hozzá. Egy alkalommal, amikor állítólag postát vitt, indián harcosok csapatába futott bele, de sikerült elmenekülnie. Cody jelen volt a korai vadnyugati történelem számos jelentős fejezeténél, beleértve az aranylázat, a vasútépítést és a prérin folytatott marhahajtásokat. A polgárháborút követően, Phillip Sheridan tábornok alatt felderítőként szolgált a hadseregnél, ekkor szerezte ragadványnevét, és ekkor alapozta meg hírnevét, mint vadnyugati hős.

### Billy Tate
Billy Tate a Pony Express 14 éves lovasa volt, aki Nevadában, Ruby Valley közelében lovagolt az expressz ösvényen. Az 1860-as pajute felkelés idején egy csapat pajute indián lóháton üldözőbe vette, és kénytelen volt visszavonulni a hegyekbe néhány nagy szikla mögé, ahol lövöldözésben hét támadóját megölte, mielőtt ő maga is meghalt. Testét nyílvesszőkkel átlőtték, de nem skalpolták meg, ami annak a jele, hogy a pajuték tisztelték ellenségüket.

### Robert Haslam

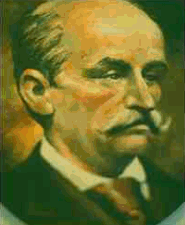
Robert „Pony Bob” Haslam a későbbi években

„Pony Bob” Haslam a Pony Expressz legbátrabb, legötletesebb és legismertebb lovasai közé tartozott. 1840 januárjában született Londonban, az Egyesült Királyságban, és tizenévesen érkezett az Egyesült Államokba. Haslamot Bolivar Roberts alkalmazta, segített az állomások kiépítésében, és megkapta a postai futást a Tahoe-tónál lévő Friday's Stationtől a Fort Churchill közelében lévő Buckland's Stationig, 75 mérföldre (121 km) keletre.
A legnagyobb útja, 120 mérföld (190 km) volt 8 óra 20 perc alatt, miközben sebesült volt, jelentősen hozzájárult a Pony Expressz által valaha megtett leggyorsabb úthoz. A posta Abraham Lincoln beiktatási beszédét vitte. Az 1860-as indiánproblémák vezettek Haslam rekordlovaglásához. A keletre tartó postát (valószínűleg a május 10-i, San Franciscóból érkező levelet) a Friday's Stationnél vette át. Amikor elérte a Buckland's Stationt, a helyettesítő lovasa annyira megijedt az indiánfenyegetettségtől, hogy nem volt hajlandó átvenni a postát. Haslam beleegyezett, hogy a postát egészen Smith's Creekig viszi, ami összesen 190 mérföld (310 km) távolságot jelentett pihenő nélkül. A 9 órás pihenő után a nyugatra tartó postával visszatért az útvonalra, ahol Cold Springsnél azt tapasztalta, hogy indiánok fosztogatták a helyet, megölték az állomásfőnököt és elkergették az összes állatot. Útközben egy indián nyílvesszővel az állkapcsát keresztüllőtte és három fogát elvesztette. Végül elérte Buckland's Stationt, így a 380 mérföldes (610 km) oda-vissza út a leghosszabb volt a feljegyzésekben.
Pony Bob a polgárháború után továbbra is a Wells Fargo and Company lovasaként dolgozott, az amerikai hadsereg számára felderítőként tevékenykedett egészen 50 éves koráig, később pedig jó barátját, „Buffalo Bill” Codyt kísérte el egy diplomáciai küldetésre, hogy 1890 decemberében tárgyaljon Ülő Bika törzsfőnök megadásáról. A közvélemény figyelmének középpontjába került, de 1912 telén (72 éves korában) Chicagóban halt meg mély szegénységben, miután agyvérzést kapott. Buffalo Bill fizette barátja sírkövét a Mount Greenwood temetőben (111 Street és Sacramento sarkán) Chicago déli részén.

## Lovak
A Pony Express útvonalának nyugati végén, Kaliforniában W.W. Finney 100 darab rövid hátú ún. kaliforniai lovat vett, míg A.B. Miller további 200 őshonos pónit a Great Salt Lake Valley-ben és környékén. A lovakat gyorsan hajtották az állomások között, átlagosan 15 mérföld (24 km) távolságot tettek meg, majd leváltották őket, és friss lovakra cserélték őket.
A 80-100 mérföldes (130–160 km) útja során egy Pony Express-lovas 8-10 alkalommal cserélt lovat. A lovak gyors ügetésben, kenterben vagy vágtában haladtak, körülbelül 16–24 km/h sebességgel, időnként akár 40 km/h-es sebességre gyorsulva. A Pony Express által használt lovakat Missouriban, Iowában, Kaliforniában és néhány nyugati amerikai territóriumban szerezték be.
A Pony Express lovasai által lovagolt különböző fajtájú lovak között voltak morganek és telivérek, amelyeket az útvonal keleti végén használtak gyakran, míg a nyugati, rögösebb szakaszon gyakoribb volt a musztángok használata.